# Mese (mytologi)
Mese (Μήση) var i den grekiska mytologin en av de tre muser som dyrkades i Delfi, där Apollotemplet och Oraklet var belägna. Hennes systrar, som dyrkades tillsammans med henne, var Nete och Hypate. Dessa tre muser är jämförbara med de ursprungliga tre; Aoid, Melete och Mneme.